# Światowy Turniej Kwalifikacyjny w piłce siatkowej kobiet do Igrzysk Olimpijskich 2012
Światowy Turniej Kwalifikacyjny do Igrzysk Olimpijskich w Londynie odbył się w Tokio w dniach od 19 do 27 maja 2012 roku. Wzięło w nim udział 8 reprezentacji narodowych, z których awans uzyskały trzy pierwsze reprezentacje oraz najlepsza drużyna azjatycka.

## System rozgrywek
- W zawodach bierze udział 8 zespołów.
- Zespoły rozegrają mecze systemem "każdy z każdym".
- Przy ustalaniu kolejności zespołów w tabeli decydują: punkty i liczba meczów wygranych, współczynnik punktowy (iloraz punktów zdobytych do straconych), współczynnik setowy (iloraz setów zdobytych do straconych).
- Kwalifikację olimpijską otrzymają trzy najlepsze zespoły w końcowej tabeli oraz najlepsza drużyna azjatycka.

Każdy zespół mógł zgłosić 12 zawodników do Turnieju Kwalifikacyjnego. Nie ma możliwości późniejszej zmiany zgłoszonych zawodników, nawet w przypadku kontuzji któregoś z nich.

## Drużyny uczestniczące
- Rosja
- Japonia
- Peru
- Korea Południowa
- Kuba
- Chińskie Tajpej
- Serbia
- Tajlandia

## Rozgrywki

### Tabela
| Lp. | Drużyna          | Pkt | Mecze | Mecze   | Mecze   | Sety | Sety | Sety   | Małe punkty | Małe punkty | Małe punkty |
| Lp. | Drużyna          | Pkt | M     | W (3:2) | P (2:3) | wyg. | prz. | ratio  | zdob.       | str.        | ratio       |
| --- | ---------------- | --- | ----- | ------- | ------- | ---- | ---- | ------ | ----------- | ----------- | ----------- |
| 1   | Rosja            | 21  | 7     | 7 (0)   | 0 (0)   | 21   | 1    | 21.000 | 539         | 400         | 1.348       |
| 2   | Korea Południowa | 15  | 7     | 5 (0)   | 2 (0)   | 16   | 7    | 2.286  | 538         | 449         | 1.198       |
| 3   | Serbia           | 14  | 7     | 5 (1)   | 2 (0)   | 16   | 10   | 1.600  | 572         | 537         | 1.065       |
| 4   | Japonia          | 12  | 7     | 4 (1)   | 3 (1)   | 15   | 11   | 1.364  | 569         | 539         | 1.056       |
| 5   | Tajlandia        | 12  | 7     | 4 (0)   | 3 (0)   | 12   | 10   | 1.200  | 487         | 485         | 1.004       |
| 6   | Kuba             | 7   | 7     | 2 (0)   | 5 (1)   | 9    | 15   | 0.600  | 530         | 544         | 0.974       |
| 7   | Peru             | 3   | 7     | 1 (0)   | 6 (0)   | 4    | 18   | 0.222  | 412         | 531         | 0.776       |
| 8   | Chińskie Tajpej  | 0   | 7     | 0 (0)   | 7 (0)   | 0    | 21   | 0.000  | 355         | 527         | 0.674       |

### Wyniki

#### Dzień 1
| Data  | Godz. | Drużyna 1        | Wynik | Drużyna 2 | 1     | 2     | 3     | 4 | 5 | Widzów | * |
| ----- | ----- | ---------------- | ----- | --------- | ----- | ----- | ----- | - | - | ------ | - |
| 19.05 | 11:00 | Chińskie Tajpej  | 0:3   | Serbia    | 19:25 | 15:25 | 16:25 |   |   | 1 450  | 1 |
| 19.05 | 13:30 | Tajlandia        | 0:3   | Rosja     | 19:25 | 18:25 | 16:25 |   |   | 2 350  | 2 |
| 19.05 | 16:00 | Korea Południowa | 3:0   | Kuba      | 25:19 | 25:23 | 25:20 |   |   | 4 100  | 3 |
| 19.05 | 19:10 | Japonia          | 3:0   | Peru      | 25:13 | 25:21 | 25:18 |   |   | 9 100  | 4 |

#### Dzień 2
| Data  | Godz. | Drużyna 1 | Wynik | Drużyna 2        | 1     | 2     | 3     | 4 | 5 | Widzów | * |
| ----- | ----- | --------- | ----- | ---------------- | ----- | ----- | ----- | - | - | ------ | - |
| 20.05 | 11:00 | Serbia    | 0:3   | Tajlandia        | 19:25 | 17:25 | 20:25 |   |   | 1 300  | 5 |
| 20.05 | 13:30 | Peru      | 0:3   | Kuba             | 19:25 | 21:25 | 15:25 |   |   | 1 750  | 6 |
| 20.05 | 16:00 | Rosja     | 3:0   | Korea Południowa | 25:16 | 25:23 | 25:23 |   |   | 4 050  | 7 |
| 20.05 | 19:10 | Japonia   | 3:0   | Chińskie Tajpej  | 25:16 | 25:13 | 25:14 |   |   | 8 030  | 8 |

#### Dzień 3
| Data  | Godz. | Drużyna 1        | Wynik | Drużyna 2 | 1     | 2     | 3     | 4     | 5 | Widzów | *  |
| ----- | ----- | ---------------- | ----- | --------- | ----- | ----- | ----- | ----- | - | ------ | -- |
| 22.05 | 11:00 | Chińskie Tajpej  | 0:3   | Peru      | 19:25 | 20:25 | 20:25 |       |   | 350    | 9  |
| 22.05 | 13:30 | Kuba             | 0:3   | Rosja     | 19:25 | 18:25 | 20:25 |       |   | 700    | 10 |
| 22.05 | 16:00 | Korea Południowa | 1:3   | Serbia    | 25:16 | 21:25 | 13:25 | 20:25 |   | 1 300  | 11 |
| 22.05 | 19:10 | Japonia          | 3:0   | Tajlandia | 25:17 | 25:18 | 25:21 |       |   | 8 000  | 12 |

#### Dzień 4
| Data  | Godz. | Drużyna 1       | Wynik | Drużyna 2        | 1     | 2     | 3     | 4     | 5 | Widzów | *  |
| ----- | ----- | --------------- | ----- | ---------------- | ----- | ----- | ----- | ----- | - | ------ | -- |
| 23.05 | 11:00 | Peru            | 0:3   | Rosja            | 17:25 | 16:25 | 9:25  |       |   | 700    | 13 |
| 23.05 | 13:30 | Chińskie Tajpej | 0:3   | Tajlandia        | 16:25 | 18:25 | 20:25 |       |   | 1 200  | 14 |
| 23.05 | 16:00 | Serbia          | 3:0   | Kuba             | 25:21 | 25:23 | 25:19 |       |   | 2 700  | 15 |
| 23.05 | 19:10 | Japonia         | 1:3   | Korea Południowa | 18:25 | 25:22 | 17:25 | 13:25 |   | 10 000 | 16 |

#### Dzień 5
| Data  | Godz. | Drużyna 1        | Wynik | Drużyna 2       | 1     | 2     | 3     | 4     | 5     | Widzów | *  |
| ----- | ----- | ---------------- | ----- | --------------- | ----- | ----- | ----- | ----- | ----- | ------ | -- |
| 25.05 | 11:00 | Tajlandia        | 3:0   | Peru            | 25:19 | 25:19 | 25:20 |       |       | 500    | 17 |
| 25.05 | 13:30 | Rosja            | 3:1   | Serbia          | 25:18 | 25:11 | 14:25 | 25:22 |       | 1 800  | 18 |
| 25.05 | 16:00 | Korea Południowa | 3:0   | Chińskie Tajpej | 25:8  | 25:12 | 25:18 |       |       | 2 500  | 19 |
| 25.05 | 19:05 | Japonia          | 3:2   | Kuba            | 25:23 | 18:25 | 25:16 | 23:25 | 17:15 | 9 500  | 20 |

#### Dzień 6
| Data  | Godz. | Drużyna 1       | Wynik | Drużyna 2        | 1     | 2     | 3     | 4     | 5 | Widzów | *  |
| ----- | ----- | --------------- | ----- | ---------------- | ----- | ----- | ----- | ----- | - | ------ | -- |
| 26.05 | 11:00 | Peru            | 1:3   | Serbia           | 16:25 | 18:25 | 25:22 | 21:25 |   | 1 000  | 21 |
| 26.05 | 13:30 | Chińskie Tajpej | 0:3   | Kuba             | 25:27 | 17:25 | 21:25 |       |   | 2 350  | 22 |
| 26.05 | 16:00 | Tajlandia       | 0:3   | Korea Południowa | 18:25 | 22:25 | 20:25 |       |   | 4900   | 23 |
| 26.05 | 19:05 | Japonia         | 0:3   | Rosja            | 22:25 | 20:25 | 20:25 |       |   | 10 000 | 24 |

#### Dzień 7
| Data  | Godz. | Drużyna 1        | Wynik | Drużyna 2       | 1     | 2     | 3     | 4     | 5    | Widzów | *  |
| ----- | ----- | ---------------- | ----- | --------------- | ----- | ----- | ----- | ----- | ---- | ------ | -- |
| 27.05 | 11:00 | Kuba             | 1:3   | Tajlandia       | 23:25 | 23:25 | 25:18 | 25:18 |      | 1 450  | 25 |
| 27.05 | 13:30 | Rosja            | 3:0   | Chińskie Tajpej | 25:14 | 25:17 | 25:17 |       |      | 2 250  | 26 |
| 27.05 | 16:00 | Korea Południowa | 3:0   | Peru            | 25:11 | 25:18 | 25:21 |       |      | 4 300  | 27 |
| 27.05 | 19:05 | Japonia          | 2:3   | Serbia          | 25:18 | 21:25 | 25:19 | 21:25 | 9:15 | 10 000 | 28 |

### Nagrody indywidualne
| Najlepsza punktująca | Najlepsza atakująca | Najlepsza blokująca | Najlepsza zagrywająca  | Najlepsza libero | Najlepsza rozgrywająca | Najlepszy przyjmująca |
| -------------------- | ------------------- | ------------------- | ---------------------- | ---------------- | ---------------------- | --------------------- |
| Kim Yeon-koung       | Kim Yeon-koung      | Yang Hyo-jin        | Santos Allegne Yanelis | Yang Meng-hua    | Tomkom Nootsara        | Kim Yeon-koung        |